# Joris Hustache
Joris Hustache (ur. 5 sierpnia 1988) – francuski pływak, specjalizujący się w stylu dowolnym i grzbietowym. 
Złoty medalista mistrzostw Europy na krótkim basenie z Chartres (2012) w sztafecie 4 x 50 m stylem dowolnym